# Кръгова метролиния (Москва)
Кръговата метролиния (на руски: Кольцевая линия – Пръстенова линия) е 5-ата линия на Московското метро.
Пусната е в експлоатация на 14 март 1954 година. Тя е единствената кръгова метролиния в метрополитените на бившия Съветски съюз.
Съединява всички линии на Московския метрополитен (освен новите Каховска и Бутовска линии) и повечето железопътни гари на Москва. На схемите се обозначава с кафяв цвят.
Средният денонощен пътникопоток на линията през 2011 година е съставял 540 хиляди души. По мрашрута на линията са разположени 12 метростанции: Киевска, Краснопресненска, Беларуска, Новослободска, Проспект на мира, Комсомолска, Курска, Таганска, Павелецка, Добрининска, Октябърска, Парк на културата.